# Oxyethira misionensis
Oxyethira misionensis är en nattsländeart som beskrevs av Angrisano 1995. Oxyethira misionensis ingår i släktet Oxyethira och familjen smånattsländor. Inga underarter finns listade i Catalogue of Life.